# Campeonato Sudamericano de Fútbol Sub-15 de 2015
El VII Campeonato Sudamericano de Fútbol Sub-15 de 2015 fue un torneo que se llevó a cabo en Colombia durante el 21 de noviembre y el 6 de diciembre de ese año. En el torneo participarán las diez selecciones afiliadas a la Conmebol. Solo jugadores nacidos a partir del 1 de enero de 2000 fueron elegibles para el torneo.
La selección del Perú, campeón defensor tras ganar la edición anterior en 2013, no pudo retener el título al quedar en cuarto lugar de su grupo y sin posibilidades de avanzar a la fase final.
Brasil se coronó como campeón del torneo al derrotar en la final a la selección de Uruguay 5 a 4 en tiros de penal, luego de empatar a cero en 90 minutos de tiempo de juego reglamentario. De esta manera Brasil obtuvo su cuarto título sudamericano en la categoría sub-15 tras los logrados en los años 2005, 2007 y 2011.

## Formato de juego
El formato del torneo fue el siguiente: las diez selecciones participantes fueron divididas en dos grupos de cinco selecciones cada una y se enfrentaron en un sistema de todos contra todos a una sola rueda, donde cada equipo jugó 4 partidos. Pasaron a la siguiente fase los dos primeros de cada grupo, que jugaron en eliminación directa, constando esta en semifinales, final y un partido por el tercer puesto. Se consagró campeón la selección ganadora de la última fase.

## Sedes
Las sedes confirmadas por la Federación Colombiana de Fútbol son las siguientes:
| Ciudad     | Estadio                          | Capacidad |
| ---------- | -------------------------------- | --------- |
| Montería   | Estadio Municipal de Montería    | 8 000     |
| Valledupar | Estadio Armando Maestre Pavajeau | 11 520    |

## Equipos participantes
| Equipos participantes | Equipos participantes | Equipos participantes | Equipos participantes | Equipos participantes |
| --------------------- | --------------------- | --------------------- | --------------------- | --------------------- |
| Argentina             | Bolivia               | Brasil                | Chile                 | Colombia              |
| Ecuador               | Paraguay              | Perú                  | Uruguay               | Venezuela             |

## Árbitros
La Comisión de Árbitros de la Conmebol designó una nómina de árbitros principales y asistentes para el certamen, la cual constará de 10 árbitros y 10 árbitros asistentes, uno por cada país participante.
| Árbitros - Darío Herrera - Luis Yrusta - Raphael Claus - Eduardo Gamboa - Gustavo Murillo - Juan Carlos Albarracín - Eber Aquino - Luis Garay - Esteban Ostojich - José Luis Hoyo |  | Asistentes - Lucas Germanotta - José Antelo - Guilherme Camilo - José Retamal - Alexander León y Dionisio Ruiz - Flavio Nall - Roberto Cañete - Michel Orué - Horacio Ferreiro - Tulio Moreno |

## Resultados
- Los horarios corresponden a la hora de Colombia (UTC-5).

### Primera fase
Los 10 equipos participantes en la primera fase se dividirán en 2 grupos de 5 equipos cada uno. Luego de una liguilla simple (a una sola rueda de partidos), pasaran a segunda ronda los equipos que ocupen las posiciones primera y segunda de cada grupo.
En caso de empate en puntos en cualquiera de las posiciones, la clasificación se determinará siguiendo en orden los siguientes criterios:
- Diferencia de goles.
- Cantidad de goles marcados.
- El resultado del partido jugado entre los empatados.
- Por sorteo.

#### Grupo A
| Equipo    | Pts | PJ | PG | PE | PP | GF | GC | Dif |
| --------- | --- | -- | -- | -- | -- | -- | -- | --- |
| Argentina | 12  | 4  | 4  | 0  | 0  | 11 | 1  | 10  |
| Ecuador   | 7   | 4  | 2  | 1  | 1  | 9  | 10 | -1  |
| Colombia  | 6   | 4  | 2  | 0  | 2  | 11 | 12 | -1  |
| Paraguay  | 4   | 4  | 1  | 1  | 2  | 9  | 11 | -2  |
| Venezuela | 0   | 4  | 0  | 0  | 4  | 7  | 14 | -7  |

|  | Clasificado para la Fase final. |

| 21 de noviembre de 2015, 14:30 | Paraguay                           | 2:2 (1:0) | Ecuador                            | Estadio Armando Maestre Pavajeau, Valledupar |                            |
|                                | Bóveda 76' · Bergottini 83' (pen.) | Reporte   | Quiñónez 17' (pen.) · Parrales 63' | Árbitro(s): Eduardo Gamboa                   | Árbitro(s): Eduardo Gamboa |

| 21 de noviembre de 2015, 16:45 | Colombia | 0:3 (0:1) | Argentina                             | Estadio Armando Maestre Pavajeau, Valledupar |                              |
|                                |          | Reporte   | Garré 31' · Vildoso 83' · Colidio 88' | Árbitro(s): Esteban Ostojich                 | Árbitro(s): Esteban Ostojich |

- Equipo libre:  Venezuela

| 23 de noviembre de 2015, 14:30 | Argentina                                 | 3:0 (1:0) | Venezuela | Estadio Armando Maestre Pavajeau, Valledupar |                        |
|                                | Fernández 36' · Colidio 68' · Córdoba 87' | Reporte   |           | Árbitro(s): Luis Garay                       | Árbitro(s): Luis Garay |

| 23 de noviembre de 2015, 16:45 | Colombia                                           | 4:2 (0:1) | Paraguay           | Estadio Armando Maestre Pavajeau, Valledupar |                           |
|                                | Tapia 49' · Gutiérrez 69' · Caicedo 72' (pen.) 82' | Reporte   | Bergottini 34' 77' | Árbitro(s): Raphael Claus                    | Árbitro(s): Raphael Claus |

- Equipo libre:  Ecuador

| 25 de noviembre de 2015, 14:30 | Ecuador                                       | 3:2 (1:0) | Venezuela               | Estadio Armando Maestre Pavajeau, Valledupar |                         |
|                                | Parrales 35' · Quiñónez 87' (pen.) 90' (pen.) | Reporte   | Barragán 69' 73' (pen.) | Árbitro(s): Luis Yrusta                      | Árbitro(s): Luis Yrusta |

| 25 de noviembre de 2015, 16:45 | Paraguay   | 1:3 (0:2) | Argentina                   | Estadio Armando Maestre Pavajeau, Valledupar |                            |
|                                | Méndez 90' | Reporte   | Colidio 31' 70' · Garré 41' | Árbitro(s): Eduardo Gamboa                   | Árbitro(s): Eduardo Gamboa |

- Equipo libre:  Colombia

| 27 de noviembre de 2015, 14:30 | Argentina                                 | 3:0 (1:0) | Ecuador | Estadio Armando Maestre Pavajeau, Valledupar |                           |
|                                | Córdoba 45+1' · Obando 75' · Almendra 87' | Reporte   |         | Árbitro(s): Raphael Claus                    | Árbitro(s): Raphael Claus |

| 27 de noviembre de 2015, 16:45 | Colombia                                | 4:3 (2:0) | Venezuela                       | Estadio Armando Maestre Pavajeau, Valledupar |                        |
|                                | Caicedo 32' · López 37' · Tapia 47' 76' | Reporte   | Barragán 62' 72' · Almendra 75' | Árbitro(s): Luis Garay                       | Árbitro(s): Luis Garay |

- Equipo libre:  Paraguay

| 29 de noviembre de 2015, 14:30 | Venezuela                         | 2:4 (0:2) | Paraguay                                     | Estadio Armando Maestre Pavajeau, Valledupar |                         |
|                                | Chamorro 9' (a.g.) · Barragán 81' | Reporte   | Rolón 8' · González 25' · Bergottini 37' 73' | Árbitro(s): Luis Yrusta                      | Árbitro(s): Luis Yrusta |

| 29 de noviembre de 2015, 16:45 | Colombia                              | 3:4 (1:1) | Ecuador                                    | Estadio Armando Maestre Pavajeau, Valledupar |                              |
|                                | Mejía 43' · Tapia 61' · Hernández 90' | Reporte   | Tobar 28' · Espinoza 75' 79' · Piguave 82' | Árbitro(s): Esteban Ostojich                 | Árbitro(s): Esteban Ostojich |

- Equipo libre:  Argentina

#### Grupo B
| Equipo  | Pts | PJ | PG | PE | PP | GF | GC | Dif |
| ------- | --- | -- | -- | -- | -- | -- | -- | --- |
| Brasil  | 12  | 4  | 4  | 0  | 0  | 18 | 3  | 15  |
| Uruguay | 9   | 4  | 3  | 0  | 1  | 9  | 8  | 1   |
| Bolivia | 6   | 4  | 2  | 0  | 2  | 6  | 7  | -1  |
| Perú    | 3   | 4  | 1  | 0  | 3  | 4  | 14 | -10 |
| Chile   | 0   | 4  | 0  | 0  | 4  | 5  | 10 | -5  |

|  | Clasificado para la Fase final. |

| 22 de noviembre de 2015, 14:30 | Uruguay                                         | 4:0 (3:0) | Perú | Estadio Municipal de Montería, Montería |                             |
|                                | Torres 8' 45' (pen.) 51' (pen.) · Rodríguez 33' | Reporte   |      | Árbitro(s): Gustavo Murillo             | Árbitro(s): Gustavo Murillo |

| 22 de noviembre de 2015, 16:45 | Chile          | 2:3 (0:3) | Brasil                        | Estadio Municipal de Montería, Montería |                           |
|                                | Romero 81' 84' | Reporte   | Vitinho 5' 12' · Paulinho 68' | Árbitro(s): Darío Herrera               | Árbitro(s): Darío Herrera |

- Equipo libre:  Bolivia

| 24 de noviembre de 2015, 14:30 | Perú | 0:3 (0:2) | Bolivia                          | Estadio Municipal de Montería, Montería |                            |
|                                |      | Reporte   | Rojas 2' (pen.) · García 26' 86' | Árbitro(s): José Luis Hoyo              | Árbitro(s): José Luis Hoyo |

| 24 de noviembre de 2015, 16:45 | Uruguay               | 2:1 (1:1) | Chile        | Estadio Municipal de Montería, Montería |                         |
|                                | Torres 24' 84' (pen.) | Reporte   | Martínez 14' | Árbitro(s): Eber Aquino                 | Árbitro(s): Eber Aquino |

- Equipo libre:  Brasil

| 26 de noviembre de 2015, 14:30 | Perú         | 1:6 (0:2) | Brasil                                                                       | Estadio Municipal de Montería, Montería |                             |
|                                | Valverde 60' | Reporte   | Paulinho 17' 32' · Vinicius 50' 90+2' · Vitinho 55' (pen.) · Vinícius Jr 76' | Árbitro(s): Gustavo Murillo             | Árbitro(s): Gustavo Murillo |

| 26 de noviembre de 2015, 16:45 | Uruguay                                | 3:1 (2:0) | Bolivia    | Estadio Municipal de Montería, Montería |                                    |
|                                | Falconis 11' · Mechoso 12' · Neris 65' | Reporte   | García 90' | Árbitro(s): Juan Carlos Albarracín      | Árbitro(s): Juan Carlos Albarracín |

- Equipo libre:  Chile

| 28 de noviembre de 2015, 14:30 | Brasil                                     | 3:0 (0:0) | Bolivia | Estadio Municipal de Montería, Montería |                         |
|                                | Vinícius Jr 82' 90+3' · Vitinho 90' (pen.) | Reporte   |         | Árbitro(s): Eber Aquino                 | Árbitro(s): Eber Aquino |

| 28 de noviembre de 2015, 16:45 | Chile           | 1:3 (0:3) | Perú                             | Estadio Municipal de Montería, Montería |                            |
|                                | Vega 51' (pen.) | Reporte   | Bolívar 6' · Polo 20' · Polo 44' | Árbitro(s): José Luis Hoyo              | Árbitro(s): José Luis Hoyo |

- Equipo libre:  Uruguay

| 30 de noviembre de 2015, 14:30 | Chile      | 1:2 (0:0) | Bolivia                 | Estadio Municipal de Montería, Montería |                                    |
|                                | Vega 90+3' | Reporte   | García 53' · Suárez 62' | Árbitro(s): Juan Carlos Albarracín      | Árbitro(s): Juan Carlos Albarracín |

| 30 de noviembre de 2015, 16:45 | Uruguay | 0:6 (0:4) | Brasil                                                          | Estadio Municipal de Montería, Montería |                           |
|                                |         | Reporte   | Vitinho 13' 36' · Alan 21' 74' · Vinícius Jr 35' · Cristian 50' | Árbitro(s): Darío Herrera               | Árbitro(s): Darío Herrera |

- Equipo libre:  Perú

## Fase final
|  | Semifinales    | Semifinales    |       |                | Final          | Final          |  |
|  | 3 de diciembre | 3 de diciembre |       |                | 6 de diciembre | 6 de diciembre |  |
|  |                |                |       |                |                |                |  |
|  | 3 de diciembre |                |       |                |                |                |  |
|  | Argentina      | 1              |       |                |                |                |  |
|  | Uruguay        | 2              |       |                |                |                |  |
|  |                |                |       |                |                |                |  |
|  |                |                |       |                | 6 de diciembre |                |  |
|  |                |                |       |                | Uruguay        | 0 (4)          |  |
|  |                | Brasil (p.)    | 0 (5) |                |                |                |  |
|  |                |                |       |                |                |                |  |
|  |                |                |       |                |                |                |  |
|  |                |                |       |                | Tercer lugar   |                |  |
|  | 3 de diciembre | 3 de diciembre |       | 6 de diciembre | 6 de diciembre |                |  |
|  | Brasil         | 3              |       | Argentina      | 1              |                |  |
|  | Ecuador        | 1              |       |                | Ecuador        | 0              |  |

### Semifinales
| 3 de diciembre de 2015, 14:30 | Argentina    | 1:2 (1:0) | Uruguay                    | Estadio Armando Maestre Pavajeau, Valledupar |                            |
|                               | Almendra 22' |           | Nápoli 68' · Rodríguez 86' | Árbitro(s): Eduardo Gamboa                   | Árbitro(s): Eduardo Gamboa |

| 3 de diciembre de 2015, 16:45 | Brasil                            | 3:1 (1:0) | Ecuador      | Estadio Armando Maestre Pavajeau, Valledupar |                        |
|                               | Vinícius Jr 39' 70' · Vitinho 55' |           | Quiñónez 79' | Árbitro(s): Luis Garay                       | Árbitro(s): Luis Garay |

### Tercer puesto
| 6 de diciembre de 2015, 14:30 | Argentina  | 1:0 (0:0) | Ecuador | Estadio Armando Maestre Pavajeau, Valledupar |                         |
|                               | Obando 85' |           |         | Árbitro(s): Eber Aquino                      | Árbitro(s): Eber Aquino |

### Final
| 6 de diciembre de 2015, 16:45 | Uruguay | 0:0 (4:5 p.) | Brasil                                                             | Estadio Armando Maestre Pavajeau, Valledupar |                             |
|                               | | [http://www.conmebol.com/es/06122015-2125/sudamericano-sub-15-brasil-es-campeon-tras-vencer-en-penales-uruguay (enlace roto disponible en Internet Archive; véase el historial, la primera versión y la última). Reporte] |                                                                    | Árbitro(s): Gustavo Murillo                  | Árbitro(s): Gustavo Murillo |
|                               | | Tiros desde el punto penal |                                                                    |                                              |                             |
|                               | Santiago Rodríguez · Gonzalo Nápoli · Facundo Torres · Jonathan González · Edgar Elizalde · Juan Manuel Sanabria · José Neris | | Vitinho · Alan · Vinícius Jr · Wesley · Wandrew · Víctor · Cleyton |                                              |                             |

| Bandera de Brasil            |
| Campeón Brasil Cuarto título |

## Estadísticas

### Tabla general
| Equipo | Equipo    | Pts | PJ | PG | PE | PP | GF | GC | Dif |
| ------ | --------- | --- | -- | -- | -- | -- | -- | -- | --- |
| 1      | Brasil    | 16  | 6  | 5  | 1  | 0  | 21 | 4  | 17  |
| 2      | Uruguay   | 13  | 6  | 4  | 1  | 1  | 11 | 9  | 2   |
| 3      | Argentina | 15  | 6  | 5  | 0  | 1  | 14 | 3  | 11  |
| 4      | Ecuador   | 7   | 6  | 2  | 1  | 3  | 10 | 14 | -4  |
| 5      | Colombia  | 6   | 4  | 2  | 0  | 2  | 11 | 12 | -1  |
| 6      | Bolivia   | 6   | 4  | 2  | 0  | 2  | 6  | 7  | -1  |
| 7      | Paraguay  | 4   | 4  | 1  | 1  | 2  | 9  | 11 | -2  |
| 8      | Perú      | 3   | 4  | 1  | 0  | 3  | 4  | 14 | -10 |
| 9      | Chile     | 0   | 4  | 0  | 0  | 4  | 5  | 10 | -5  |
| 10     | Venezuela | 0   | 4  | 0  | 0  | 4  | 7  | 14 | -7  |

### Goleadores
| Jugadores        | Selección | Goles |
| ---------------- | --------- | ----- |
| Vitinho          | Brasil    | 7     |
| Vinícius Júnior  | Brasil    | 6     |
| Facundo Torres   | Uruguay   | 5     |
| José Barragán    | Venezuela | 5     |
| Carlo Bergottini | Paraguay  | 5     |
| Facundo Colidio  | Argentina | 4     |
| Rafael Tapia     | Colombia  | 4     |
| Jhon García      | Bolivia   | 4     |
| Josué Quiñónez   | Ecuador   | 4     |
| Deiber Caicedo   | Colombia  | 3     |
| Paulinho         | Brasil    | 3     |